# Johan Nilsson (orgelbyggare)
Johan Nilsson var en svenska orgelbyggare och kantor i Redslareds socken. Han byggde 1850 en orgel till Redslareds kyrka.